# Foro Cultural Provincia de El Bierzo

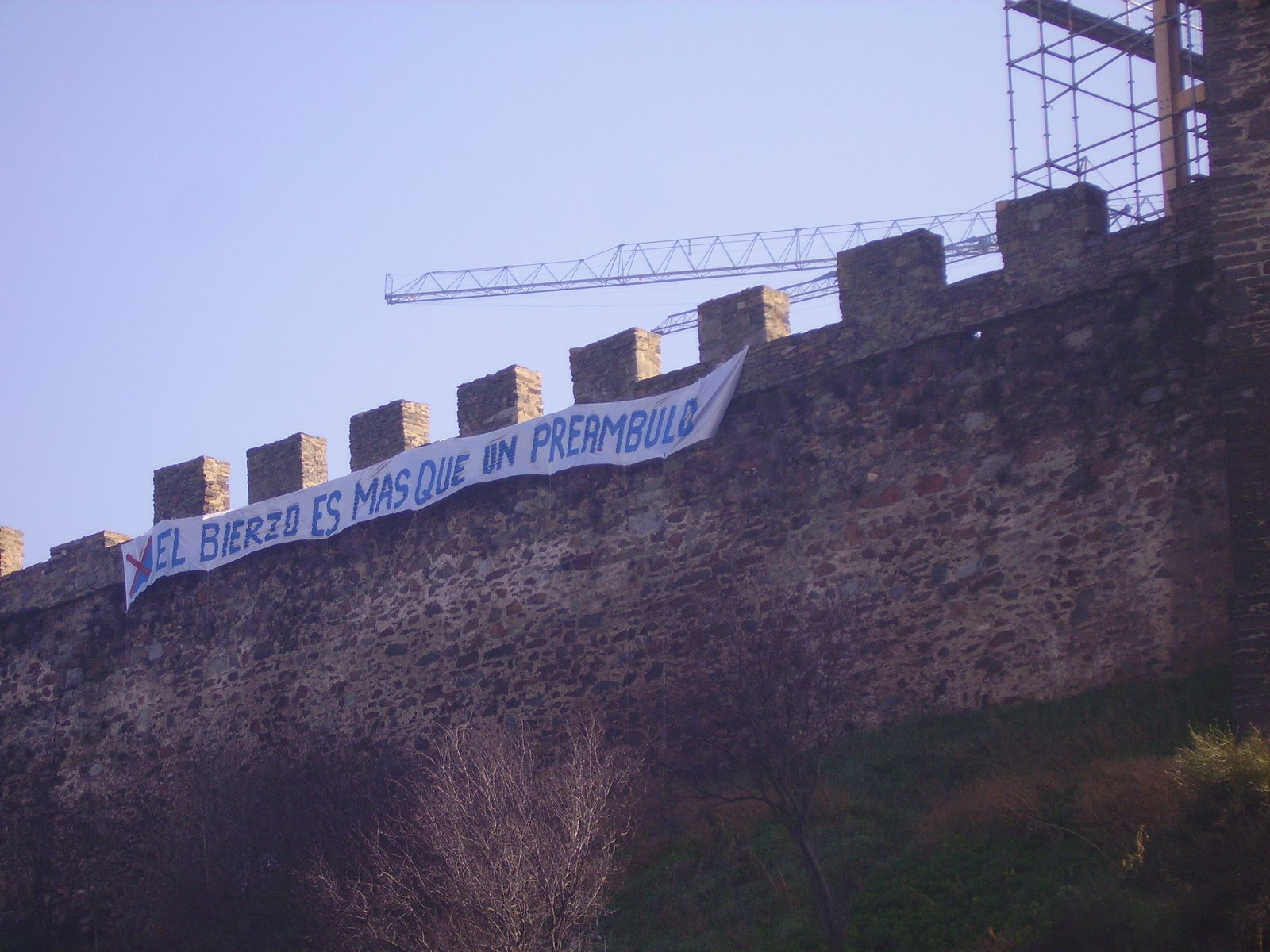
Pancartas colocadas por la asociación y miembros del Partido de El Bierzo en el Castillo de Ponferrada durante la campaña «El Bierzo es más que un preámbulo»

El Foro Cultural Provincia de El Bierzo es una asociación cultural española dedicada, entre otros objetivos, a promover la identidad de El Bierzo, comarca de la provincia de León, comunidad autónoma de Castilla y León. Se encuadra dentro del movimiento bercianista.
Originalmente la asociación se llamó Foro Cultural por la Provincia de El Bierzo, modificándose su denominación en otoño de 2007. Se registró el 30 de octubre de ese año, si bien desarrolla su actividad desde finales de 2005, cuando se dio a conocer a través de una rueda de prensa convocada para anunciar la reivindicación de instalar la bandera de El Bierzo en el balcón de la casa consistorial de Ponferrada, petición avalada por una recogida de firmas realizada por la asociación.[cita requerida]
Tienen un acuerdo de colaboración con el Partido de El Bierzo. Este, asimismo, aprobó la creación de una sección llamada corriente de opinión de la que los miembros de la asociación afiliados al Partido forman parte. Entre sus actuaciones destaca la recogida, junto al Partido de El Bierzo, de firmas reivindicando la devolución de la Cruz de Peñalba.
Editan una publicación gratuita llamada Bierzo Opinión.